# PSG11
PSG11 (англ. Pregnancy specific beta-1-glycoprotein 11) – білок, який кодується однойменним геном, розташованим у людей на довгому плечі 19-ї хромосоми. Довжина поліпептидного ланцюга білка становить 335 амінокислот, а молекулярна маса — 37 146.
| 10         |  | 20         |  | 30         |  | 40         |  | 50         |
| ---------- |  | ---------- |  | ---------- |  | ---------- |  | ---------- |
| MGPLSAPPCT |  | EHIKWKGLLL |  | TALLLNFWNL |  | PTTAQVMIEA |  | QPPKVSEGKD |
| VLLLVHNLPQ |  | NLTGYIWYKG |  | QIRDLYHYIT |  | SYVVDGQIII |  | YGPAYSGRET |
| VYSNASLLIQ |  | NVTREDAGSY |  | TLHIIKRGDG |  | TRGVTGYFTF |  | TLYLETPKPS |
| ISSSNLNPRE |  | AMETVILTCN |  | PETPDASYLW |  | WMNGQSLPMT |  | HRMQLSETNR |
| TLFLFGVTKY |  | TAGPYECEIW |  | NSGSASRSDP |  | VTLNLLHGPD |  | LPRIFPSVTS |
| YYSGENLDLS |  | CFANSNPPAQ |  | YSWTINGKFQ |  | LSGQKLFIPQ |  | ITPKHNGLYA |
| CSARNSATGE |  | ESSTSLTIRV |  | IAPPGLGTFA |  | FNNPT      |  |            |

A: Аланін

C: Цистеїн

D: Аспарагінова кислота

E: Глутамінова кислота

F: Фенілаланін

G: Гліцин

H: Гістидин

I: Ізолейцин

K: Лізин

L: Лейцин

M: Метіонін

N: Аспарагін

P: Пролін

Q: Глутамін

R: Аргінін

S: Серин

T: Треонін

V: Валін

W: Триптофан

Задіяний у такому біологічному процесі, як альтернативний сплайсинг. 
Секретований назовні.